# Oecetis intima
Oecetis intima är en nattsländeart som beskrevs av Mclachlan 1877. Oecetis intima ingår i släktet Oecetis och familjen långhornssländor. Inga underarter finns listade i Catalogue of Life.